# Ustinowo (rejon diemidowski)
Ustinowo (ros. Устиново) – wieś (ros. деревня, trb. dieriewnia) w zachodniej Rosji, w osiedlu wiejskim Zaborjewskoje rejonu diemidowskiego w obwodzie smoleńskim.

## Geografia
Miejscowość położona jest 0,7 km od drogi regionalnej 66N-0508 (Zaborje – 66N-0506/Anosinki), 15 km od centrum administracyjnego osiedla wiejskiego (Zaborje), 30,5 km od centrum administracyjnego rejonu (Diemidow), 85 km od stolicy obwodu (Smoleńsk), 46,5 km od granicy z Białorusią.
W granicach miejscowości znajduje się ulica Dacznaja (14 posesji).

## Demografia
W 2010 r. miejscowość zamieszkiwało 5 osób.

## Historia
W czasie II wojny światowej od lipca 1941 roku wieś była okupowana przez hitlerowców. Wyzwolenie nastąpiło we wrześniu 1943 roku.
Na mocy uchwały z dnia 28 maja 2015 roku wszystkie miejscowości (w tym Ustinowo) zlikwidowanej jednostki administracyjnej Bakłanowskoje weszły w skład osiedla wiejskiego Zaborjewskoje.